# Beaurevoir
Beaurevoir  ist eine französische Gemeinde mit 1324 Einwohnern (Stand 1. Januar 2022) im Département Aisne in der  Region Picardie. Sie gehört zum Arrondissement Saint-Quentin, zum Kanton Bohain-en-Vermandois und zum Kommunalverband Pays du Vermandois.

## Geografie
Die Gemeinde Beaurevoir liegt zwischen den Städten Cambrai und Saint-Quentin an der Grenze zum Département Nord. Zwei Kilometer südwestlich des Ortszentrums befindet sich die Quelle der Schelde. Zur Gemeinde gehören die Ortsteile Ronchaux und Genève. Umgeben wird Beaurevoir von den Nachbargemeinden Malincourt im Norden, Serein und Prémont im Nordosten, Brancourt-le-Grand im Osten Montbrehain im Südosten, Ramicourt und Joncourt im Süden, Estrées im Südwesten, Gouy im Westen sowie Villers-Outréaux im Nordwesten. Durch die Gemeinde Beaurevoir führt eine alte Heerstraße (Chaussée Brunehaut, heute von der Straße D 932 überbaut). Im Südosten hat die Gemeinde mit sechs Windkraftanlagen einen Anteil an einem interkommunalen Windpark.

## Bevölkerungsentwicklung
| Jahr                       | 1962 | 1968 | 1975 | 1982 | 1990 | 1999 | 2006 | 2012 | 2021 |
| Einwohner                  | 1264 | 1342 | 1317 | 1442 | 1425 | 1498 | 1530 | 1483 | 1368 |
| Quellen: Cassini und INSEE |      |      |      |      |      |      |      |      |      |

## Sehenswürdigkeiten
- Turm als Rest der Burg von Beaurevoir, Monument historique, hier war Jeanne d’Arc im Jahr 1430 vier Monate lang gefangen[1]
- Kirche St. Jeanne d’Arc
- Wasserturm
- alte Windmühle auf einer Anhöhe (148 m über dem Meer)
- Soldatenfriedhof des Commonwealth

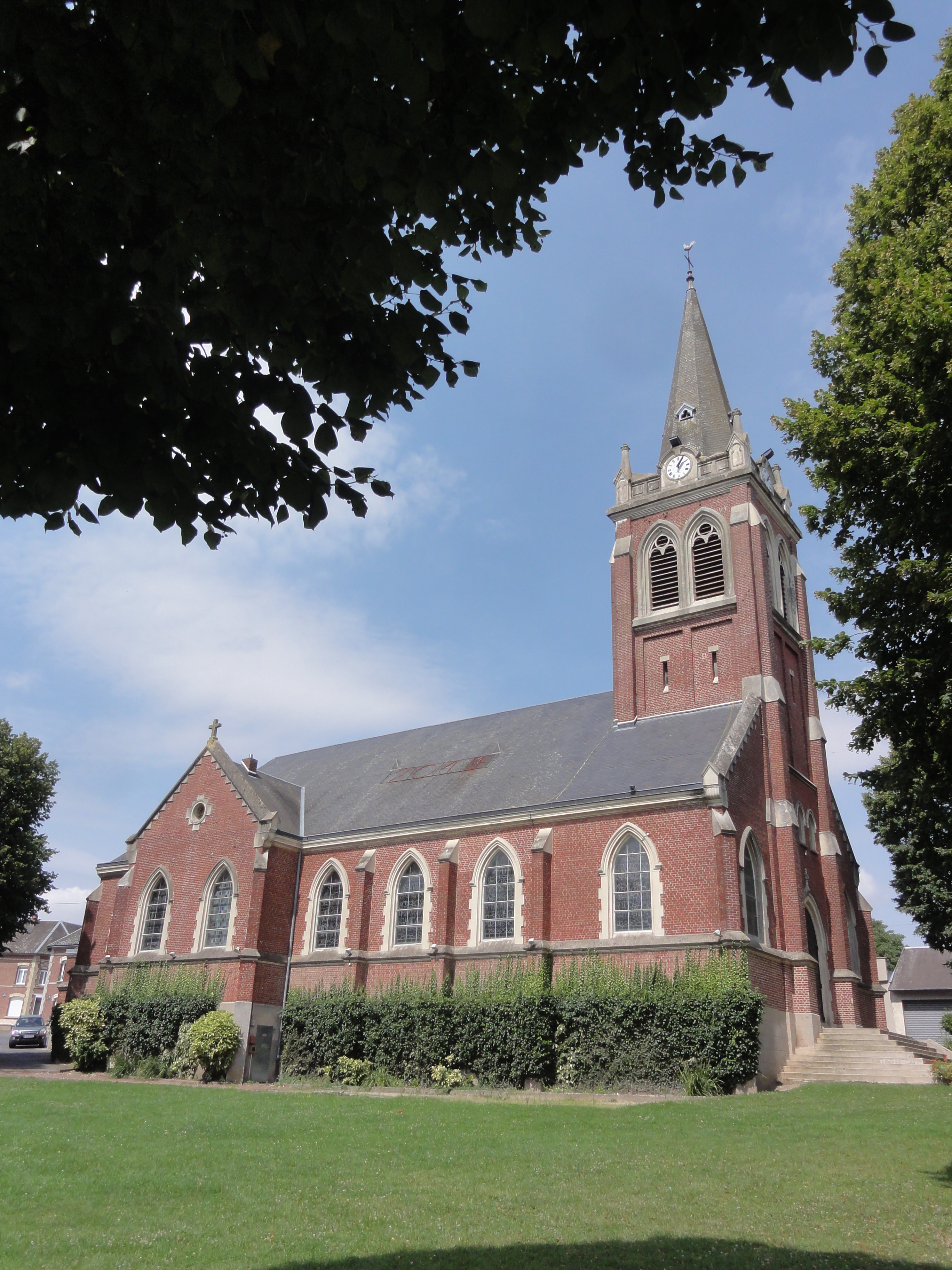
Kirche St. Jeanne d’Arc
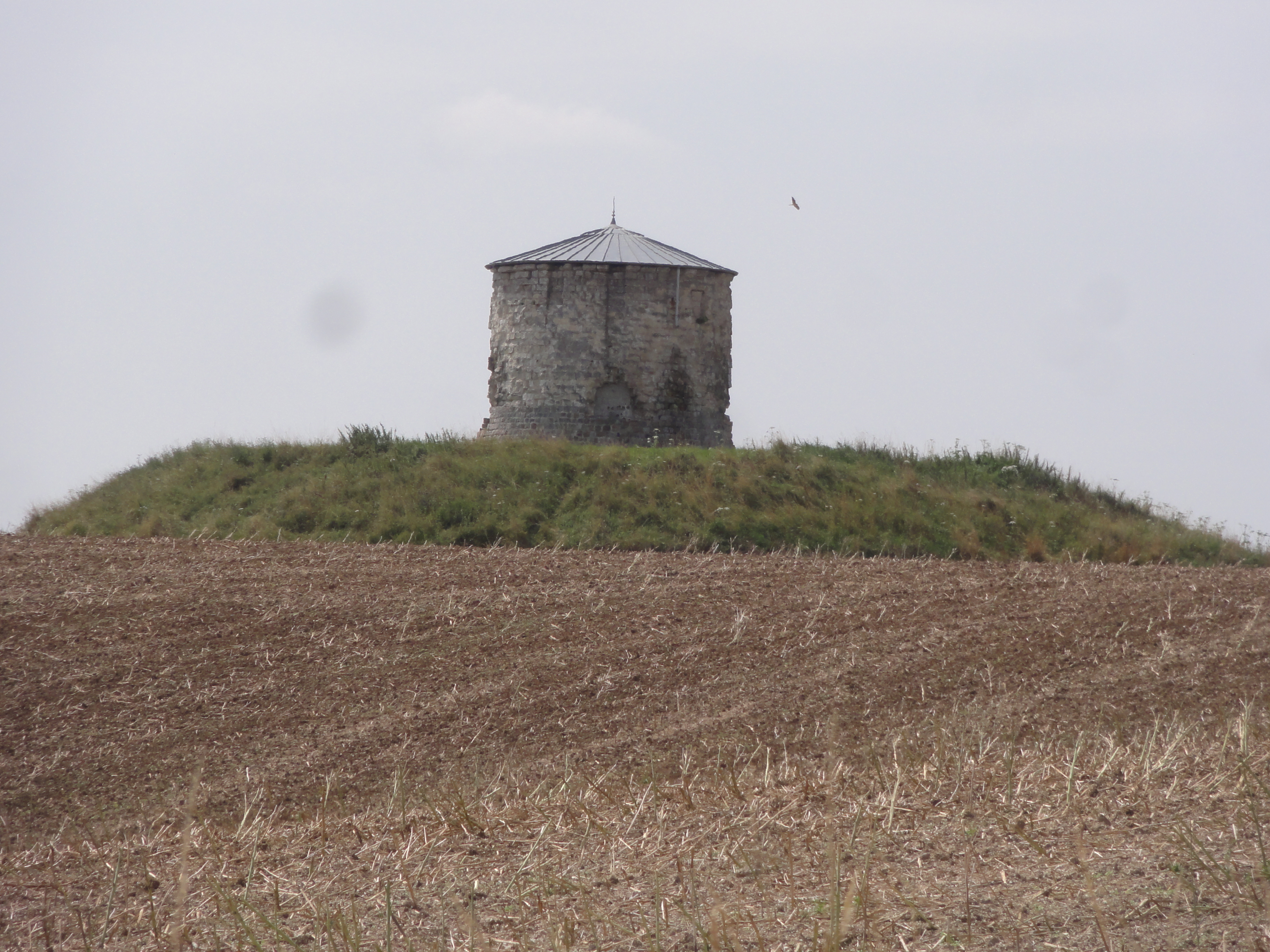
Turm der ehemaligen Burg
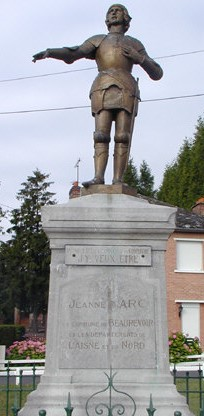
Jeanne d’Arc-Statue
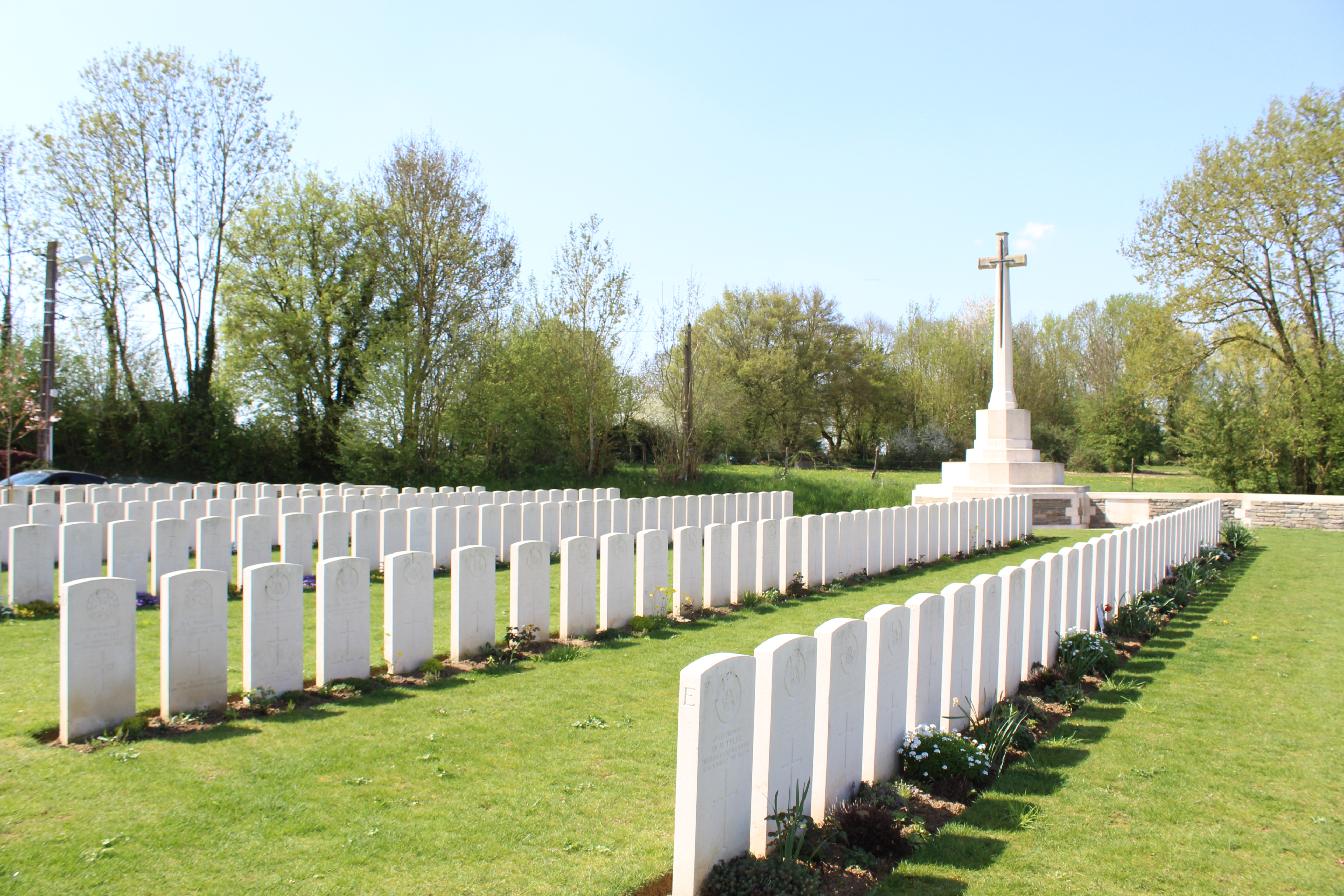
Soldatenfriedhof
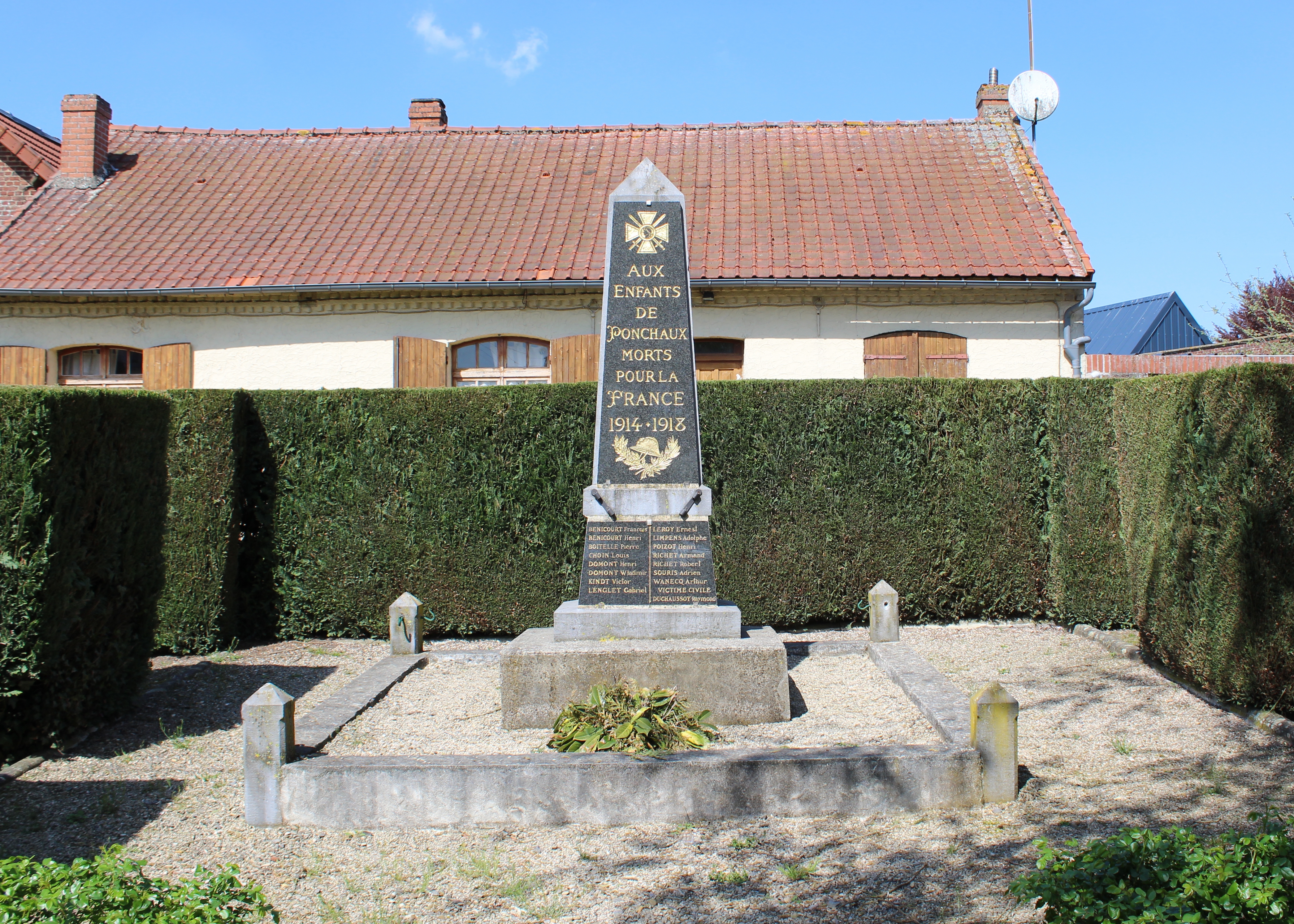
Gefallenendenkmal

## Persönlichkeiten
- Josquin Desprez (1450–1521), Komponist und Sänger
- Gabriel Hanotaux (1853–1944), Historiker und Politiker